# Zond–7
Zond–7 (oroszul: Зонд 7) szovjet űrhajó, a Zond sorozat tagja, a szovjet holdprogram holdrepülésre szánt Szojuz 7K–L1 automatizált űrhajó technikai és biológiai programja.

## Küldetés
A Szojuz űrhajó speciális változata, a holdraszállás emberi kísérletének előkészítése. Feladata repülés a Föld-Hold-Föld útvonalon történő üzemeltetésének további vizsgálata, fotózási tevékenység (három alkalommal) a Hold és a Föld irányába. Felépítése, kis eltéréssel programja megegyezett a Zond–4, Zond–5, Zond–6 űrhajókkal.

## Jellemzői

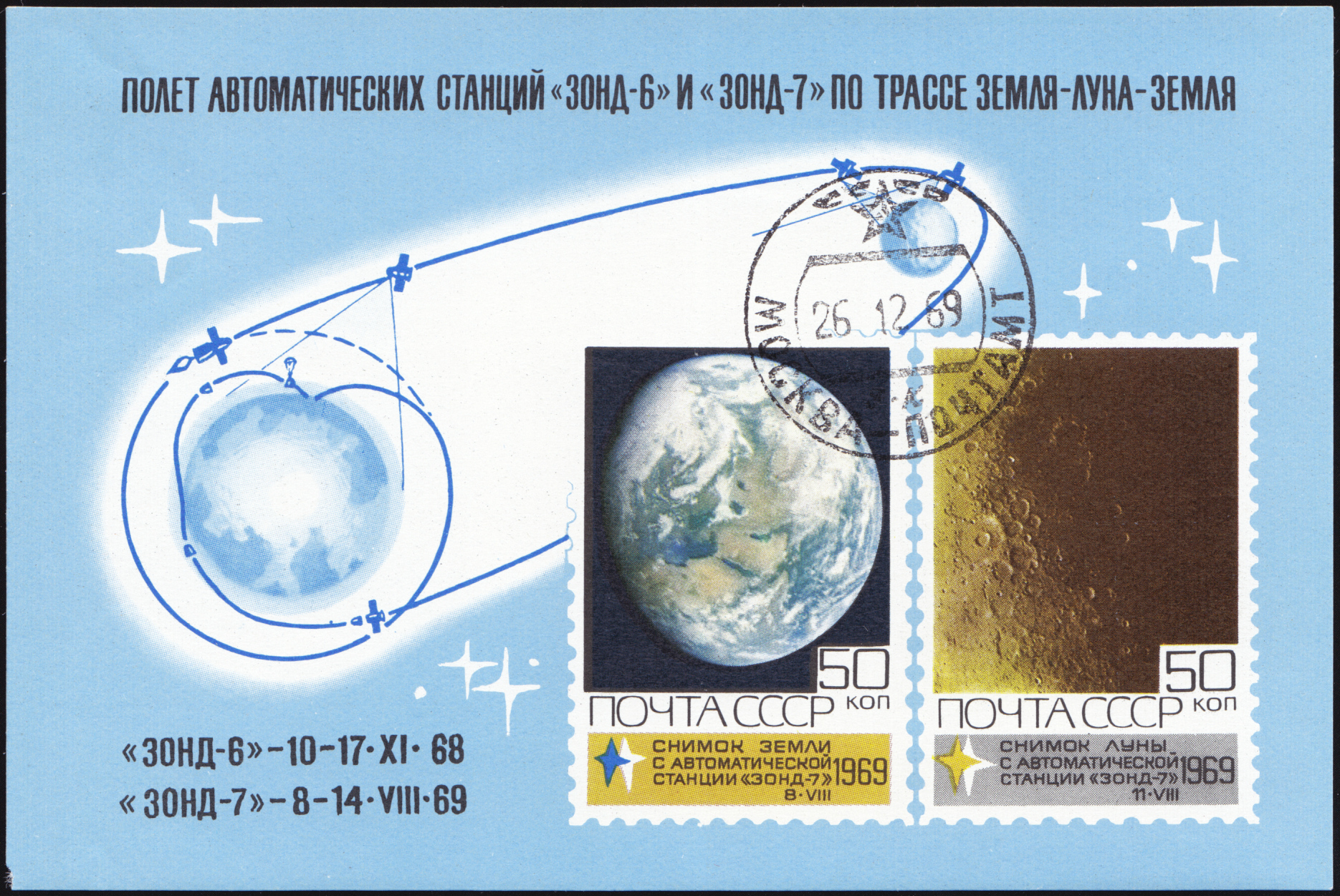
Zond 7 pálya, fényképek a Földről és a Holdról a Szovjetunió bélyegblokk, 1969

1969. augusztus 7-én a Bajkonuri űrrepülőtér indítóállomásról egy Proton hordozórakétával (UR-500K) indították Föld körüli parkolópályára. A start után a parkolópályán hajtóművének beindításával, pályamódosítással a második kozmikus sebességet elérve indult a Hold felé. Pályaadatai segítették, hogy a Hold gravitációs hatását felhasználja a visszatérésnél. Útközben három pályamódosítást hajtottak végre, egyet a Hold felé, kettőt a Föld irányába.
Pályakorrekció után a Holdat 1984 kilométerre megközelítette, majd szolgálatát folytatva kétfokozatú visszatérítési módszerrel 1969. augusztus 14-én sima leszállást hajtott végre a kijelölt területen.

## Technikai adatok
- Energiaellátását akkumulátorok és napelemek összehangolt egysége biztosította.
- Tömege 5140 kilogramm, hossza 4,5 méter, átmérője 2,72-2,2 méter. A hengeres testhez kapcsolódó napelemeinek fesztávolsága 10 méter.
- Fő részei a visszatérő kabin és a műszaki egység.
  - A visszatérő kabin tartalma: rádió-vevőberendezés, akkumulátorok, hőszabályozó rendszer, tudományos műszerek, a kísérleti állatok és növények tartályai, nagy felbontóképességű fotóberendezés.
  - A műszaki egység tartalma: vezérmű, a telemetriai, energiaellátó és orientációs rendszer, a korrekciós és fékező hajtóművek, a hőszabályozás elemei, külső felületén a napelemek és a parabolaantenna.

### Külföldi oldalak
- Zond–7. lib.cas.cz. (Hozzáférés: 2012. december 24.)
- Zond–7. cwru.edu. [2012. október 11-i dátummal az eredetiből archiválva]. (Hozzáférés: 2012. december 24.)

| Elődje: Zond–6 | Zond sorozat 1964–1970 | Utódja: Zond–8 |